# Wilhelm Eder (Buchdrucker)
Wilhelm Eder († 1660 in Ingolstadt), Buchdrucker zu Ingolstadt, entstammte einer Ingolstädter Buchdrucker-Familie.
Er war der Sohn von Wolfgang Eder sowie seiner Ehefrau Elisabeth Widmann (zweite Trauung am 26. Mai 1599 mit Andreas Angermaier). Am 13. Januar 1600 in die Matrikel der Universität Ingolstadt aufgenommen, lernte er bei seinem Stiefvater Angermaier und erhielt im Jahr 1617 von seiner Mutter die Leitung des Geschäftes, das er jahrelang mit großem Elan weiterführte. Bedingt durch die Kriegswirren (Dreißigjähriger Krieg) und die spärlich einkommenden Druckaufträge verlor er langsam die Lust an seinem Gewerbe und verkaufte es im Jahre 1647 an Johannes Ostermaier aus Wangen im Allgäu. Er verstarb im Jahr 1660 in Ingolstadt als Pedell der Universität.
Verheiratet war Wilhelm Eder mit einer Tochter des Eichstätter Hofschneiders (später auch Mitglied des Stadtrates sowie 1614 Bürgermeister) Johann/Joannes Nickhl sowie seiner Ehefrau Catharina. Catharina Nickhl wurde im Jahr 1629 als Hexe in Ingolstadt hingerichtet.